# Alfred Moussambani
Alfred Moussambani, född 25 februari 1974, är en friidrottare från Kamerun. Han deltog vid olympiska sommarspelen 1996 och olympiska sommarspelen 2000.